# Jorge VI de Georgia
Jorge VI el Menor (en georgiano: გიორგი VI მცირე, Giorgi VI Mtsire) (1308-1313), de los Bagrationi fue el 19º Rey de Georgia en 1311–1313.
Hijo de David VIII, fue nombrado rey de Georgia (de hecho, sólo de la parte oriental del país) por el Ilkan Öljeitü a la muerte de su padre en 1311. Reinó bajo la regencia de su tío Jorge V y murió en la minoría de edad en 1313.